# عايدة شاناييفا
عايدة فلاديميروفنا شاناييفا (بالروسية: Аида Владимировна Шанаева، بالأوسيتيا: Санаты Владимиры холг Аидæ؛ من مواليد 23 أبريل 1986) هي مبارزة روسية، وبطلة أولمبية جماعية في دورة الألعاب الأولمبية الصيفية 2008 وبطلة العالم في بطولة العالم للمبارزة 2009 وبطلة العالم الجماعية مرتين (2006 و2011).
فازت شاناييفا بالميدالية الذهبية في منافسات الفرق في بطولة العالم للمبارزة عام 2006 بعد فوزها على الولايات المتحدة في النهائي. وقد حققت ذلك مع زميلاتها في الفريق سفيتلانا بويكو، وجوليا خاكيموفا، وإيانا روزافينا.